# Manuel Ojeda
Manuel Ojeda  (Cabo San Lucas, Déli-Alsó-Kalifornia, 1940. november 4. – 2022. augusztus 11.) mexikói színész.

## Élete
Manuel Ojeda 1940. november 4-én született. 1978-ban szerepet kapott a Santa című telenovellában. 1984-ben a La traición című telenovellában szerepelt. 1999-ben a Julieta című sorozatban szerepelt.

## Filmográfia

### Telenovellák
- Quererlo todo (2020–2021) .... Patricio Montes
- Enemigo íntimo (2020) .... Don Jesus
- Mujeres de negro (2016) .... Enriquez
- Yago (2016) ....  Damián Madrigal
- Que te perdone Dios (2015) .... Melitón
- A Macska (La gata) (2014) .... Fernando de la Santacruz 'El Silencioso' / Abel Cruz
- A vihar (La tempestad) (2013) .... Ernesto Contreras
- Que bonito amor (2012-2013) .... Vittoriano Trusco 'El Padrino'
- Por ella soy Eva (2012) .... Eduardo Moreno Landeros
- Vad szív (Corazón salvaje) (2009-2010) .... Fulgencio Berrón
- Alma de hierro (2009) .... Alfredo
- Verano de amor (2009) .... Clemente Matus
- Un gancho al corazón (2008-2009) .... Hilario Ochoa
- Tormenta en el Paraíso (2007-2008) .... Capitán Pablo Solís
- Lety, a csúnya lány (La fea más bella) (2007) .... Luis Lombardi
- Alborada (2005-2006) .... Don Francisco Escobar
- Misión S.O.S. (2004) .... Severiano Martínez
- Amarte es mi pecado (2004) .... Jacobo Guzmán
- Bajo la misma piel (2003) .... Rodrigo Leyva
- La otra (2002) .... Juan Pedro Portugal
- Az ősforrás (El Manantial) (2001) .... Salvador Valdés atya
- El precio de tu amor (2000) .... Octavio Rangel
- Cuento de navidad (1999)  .... Espíritu de las Navidades Pasadas
- Julieta (Laberintos de pasión) (1999) .... Genaro Valencia
- Amor gitano (1999) .... Pedro Minelli
- Desencuentro (1997) .... Alfredo San Román
- No tengo madre (1997) .... Indalecio Madrazo
- La culpa (1996) .... Mariano Lagarde
- Bajo un mismo rostro (1995) .... Dr. Santillán
- La paloma (1995) .... Ramiro López Yergo
- El vuelo del águila (1994) .... Don Porfirio Díaz
- Al filo de la muerte (1991) .... Julio Araujo
- Un rostro en mi pasado (1990) .... Leonardo Sánchez
- Yo compro esa mujer (1990) .... Santiago
- Nuevo amanecer (1988) .... Samuel
- Tal como somos (1987) .... Pablo
- Senda de gloria (1987) .... Emiliano Zapata
- Herencia maldita (1986) ....Rogelio Velarde
- De pura sangre (1985-1986) .... Carlos Meléndez
- La traición (1984) .... Pech Gutiérrez
- Amor ajeno (1983) .... Roberto Ballesteros
- El derecho de nacer (1982).... Armando
- Por amor (1981).... Ernesto
- Cancionera (1980).... Hector Raúl
- Parecido al amor (1979).... Diego
- Santa (1978).... Federico Gamboa